# '97,Kids
 '97,Kids （ナインティーンセブンキッズ）は、2024年結成の日本のロックバンド。前身バンド「Yullie-Echo」と同じメンバーで結成されており、同バンドの事実上の活動再開となった。

## 略歴

### 2024年
8月30日、¿?shimon,マイキP,Taisei Kinoの3名で「'97,Kids」を結成することを発表。同日「Forever'97,Kids」「砂時計」の音源をYouTubeに投稿、1st Live 「'Echoes,」の開催を発表。31日、配信シングル「Forever'97,Kids/砂時計」リリース。
9月29日、デビュー曲「Forever'97,Kids」のMVを公開。
10月23日、「BOOBY」のオーディオを投稿。翌日24日に配信リリース。25日、1st Live「'Echoes,」の東京公演を開催。同日、「砂時計」のMVを公開。
11月10日、「GROW UP」のオーディオを投稿。同月26日に配信リリース開始。11日、「'Echoes,」の大阪公演を開催。
12月5日、「'Echoes,」の2度目の東京公演を開催。

### 2025年
1月1日、「Errorrrrr」のオーディオを公開。本楽曲は前身バンド「Yullie-Echo」時代に販売したシングル「ハプトネマ」収録の「Error」のリアレンジ版となっている。1月3日に配信開始。
1月3日、マイキ・¿?shimon・'97,Kidsの対バンライブ「Project Aster fes」を開催。
2月15日、「OH GODDAMN」「限界突破少年少女」を2曲同時に配信開始。3月7日にオーディオを公開。
3月6日、配信シングル「トーキョーナイトダンサー☆」を配信開始。3月9日に「トーキョーナイトダンサー☆」とカップリング曲の「不幸論信者」のオーディオが公開された。

## メンバー
- shimon¿?（ボーカル）
- マイキP（ドラム）
- Taisei Kino（ギター）

## ディスコグラフィー

### 配信限定シングル
| #    | 発売日 | 発売日   | タイトル                  | 収録曲                                     | 規格 |
| #    | 年     | 月日     | タイトル                  | 収録曲                                     | 規格 |
| ---- | ------ | -------- | ------------------------- | ------------------------------------------ | ---- |
| 1st  | 2024年 | 8月31日  | Forever'97,Kids / 砂時計  | 1. Forever'97,Kids 2. 砂時計               | 配信 |
| 2nd  | 2024年 | 10月24日 | BOOBY                     | 1. BOOBY                                   | 配信 |
| 3rd  | 2024年 | 11月21日 | GROW UP                   | 1. GROW UP                                 | 配信 |
| 4th  | 2025年 | 1月3日   | Errorrrrr                 | 1. Errorrrrr                               | 配信 |
| 5th  | 2025年 | 2月15日  | OH GODDAMN                | 1. OH GODDAMN                              | 配信 |
| 6th  | 2025年 | 2月15日  | 限界突破少年少女          | 1. 限界突破少年少女                        | 配信 |
| 7th  | 2025年 | 3月6日   | トーキョーナイトダンサー☆ | 1. トーキョーナイトダンサー☆ 2. 不幸論信者 | 配信 |
| 8th  | 2025年 | 4月19日  | PNK                       | 1. PNK                                     | 配信 |
| 9th  | 2025年 | 5月30日  | チョーテキトー            | 1. チョーテキトー                          | 配信 |
| 10th | 2025年 | 6月26日  | やんきーたうん            | 1. やんきーたうん 2. ReFilm 3. HEISEI 9    | 配信 |